# 愛的形狀
愛的形狀（日语：／ Ainokatachi */?）是日本女歌手米希亞的第35首單曲，於2022年8月22日由日本索尼音樂娛樂旗下的日本阿里奧拉發行，而標題曲則於同年7月31日率先提供線上下載。歌曲由日本樂團GReeeeN創作，當中樂隊成員HIDE亦作為客席歌手獻聲合唱部分，而龜田誠治則負責編曲。歌曲的風格為J-Pop與謠曲，所配搭的配器法讓編曲呈現出宏大的感覺，而歌詞則寫出人與人之間廣泛的連繫，並表現出形形色色的「愛的形狀」。
歌曲的音樂錄影帶由上村右近導演負責拍攝，並主要以皮影戲與剪紙製作，除了米希亞以外的所有出場角色均以皮影戲方式製成。米希亞在愛的形狀發行後多次現場演唱歌曲，包括於2018年至2020年在NHK電視台播映的《NHK紅白歌合戰》三度演唱歌曲，以及於2020年在湖南衛視播映的《歌手·當打之年》第九期節目演唱歌曲。她亦在2018年的「20th Anniversary MISIA 星空現場X Life is going on and on」、2019年的「MISIA 平成武道館 LIFE IS GOING ON AND ON」，以及2020年的「MISIA So Special Christmas」等個人演唱會上演唱歌曲。
愛的形狀在發行前後獲得音樂評論家的正面評價，包括讚賞讓情感直達人心的歌詞，以及米希亞具壓倒性的歌唱能力。歌曲發行後獲得巨大商業成功，包括大幅更新米希亞職業生涯中實體單曲的最長在榜紀錄、創下她自2009年的再見你一次後近十年最高的下載量，以及成為她第一首串流媒體播放量破億次的歌曲。

## 背景與詞曲
愛的形狀為2018年夏季的TBS週二連續劇《繼母與女兒的藍調》主題曲，也是自2009年的《仁醫》主題曲再見你一次後再次與TBS電視台連續劇，以及主演的綾瀨遙再度合作。歌曲實現了米希亞與樂團GReeeeN的首次合作，當中作曲與填詞均由GReeeeN負責，而樂隊成員HIDE亦獻聲合唱部分，歌曲的編曲則由龜田誠治負責。由於歌曲的曲風與節拍和米希亞以往演唱的迥然不同，因此最在曾認為歌唱難度甚大，但在製作過程展開後開始享受樂趣，並會與HIDE各自提出自己的想法。當旋律完成後，二人便開始談起從連續劇中獲得的信息，並各自撰寫歌詞。米希亞認為HIDE所寫的歌詞非常優秀，而當「如果愛是有形狀的」的字句決定後，她便有著「完成了！」的感覺。
愛的形狀是一首J-Pop與謠曲歌曲，歌曲全長4分26秒，以升F大調創作，每分鐘達90拍。米希亞在歌曲中的音域從最低的G3到最高的E5。歌曲有著GReeeeN風格的清爽聲音，而配搭的配器法則讓編曲呈現出宏大的感覺，包括使用電貝斯、電結他、弦樂器與原聲鋼琴等樂器。歌曲的歌詞所寫的不僅限於男女之間的愛情，而是寫出人與人之間更廣泛的連繫，描繪出更加普遍的愛，是一首表現出形形色色的「愛的形狀」，並唱出當下想傳遞的愛的加油歌曲。

## 專業評價
音樂評論家平山雄一對於歌曲的製作陣容感到驚喜，認為一直不受限在J-Pop框架的米希亞製作出只有她能夠製作的J-Pop歌曲。他亦表示雖然J-Pop歌曲多為能在卡啦OK熱唱的單調節奏作品，但有著完美節奏感的米希亞卻能夠把單調的作品唱得充滿旋味。《Real Sound》的渡邊明子讚賞歌曲的歌詞內容超越了相關連續劇中的母女關係，而是能夠貼近對於聽眾心中想起的重要對象的思念，當中包括友情、家族，戀人等不同關係，唱出具普遍性的內容。
Uta-Ten的MarSali讚賞創作歌曲的GReeeeN擅長寫出動聽易記的旋律與讓情感直達人心的歌詞，而愛的形狀則表現出充滿他們風格的深情，並透過米希亞豐盈的歌聲而銘刻於心，成為一首賺人熱淚的愛情謠曲。《Music Voice》的平吉賢治讚賞從歌曲的歌詞字裡行間能感覺到從親近的人接收到愛、互相扶持，並茁壯成長的溫暖氛圍。而米希亞則彷彿將這些歌詞細味而珍重地唱出，以具壓倒性的歌唱能力為簡單而重要的歌詞細心譜上旋律。Natalie的森朋之讚賞米希亞為歌詞的一字一句注入生動的情感，而她在副歌樂節中的聲樂部分則讓人感到強烈的淨化作用，再次證明了她作為歌手的深厚魅力。

## 商業成績
在實體唱片方面，愛的形狀在發行首週以近7,000張銷量空降Oricon公信榜第19位，成為米希亞自2012年的Back In Love Again後再次打進週榜前20位的單曲，並同時空降日本《告示牌》的單曲銷售排行榜第20位。隨著她在2018年除夕夜的《第69回NHK紅白歌合戰》表演，單曲在當週均在Oricon公信榜與日本《告示牌》單曲銷售排行榜均升至第15位的排名新高。因應實體銷量的上漲，單曲於當週亦分別升至Oricon單曲合算排行榜的第3位 ，以及日本《告示牌》熱門100金曲榜的第4位。單曲在Oricon公信榜逗留了178週，大幅更新1998年出道單曲深情包圍的27週，成為她最長賣的實體單曲。單曲累積銷量超過6.8萬張，成為她自2003年的一顆心後，約15年以來最暢銷的實體單曲。
在線上下載方面，愛的形狀在發行首週以超過18,000首下載量空降Oricon單曲下載排行榜第3位，並同時空降日本《告示牌》歌曲下載排行榜第5位。歌曲在發行次週以約29,000首下載量升上Oricon單曲下載排行榜第1位，並同時升上日本《告示牌》歌曲下載排行榜第2位。歌曲在發行第三週以約28,000首下載量蟬聯榜首，並繼續在日本《告示牌》歌曲下載排行榜維持第2位。歌曲在搭配劇集《繼母與女兒的藍調》大結局播映前的發行第七週再次以約24,000首下載量升上Oricon單曲下載排行榜第1位，總共獲得三週冠軍，並同時首次登上日本《告示牌》歌曲下載排行榜第1位。歌曲其後亦因突出的下載量在2019年獲「第33屆日本金唱片大獎」頒發「最佳五大下載歌曲」獎項。2021年8月，歌曲獲日本唱片協會認證單曲下載的三白金唱片，代表獲得超過75萬次下載量，成為米希亞自2009年的再見你一次後下載量最高的歌曲。
在串流媒體方面，愛的形狀在發行後在日本《告示牌》歌曲串流排行榜的前10位總共逗留了28週，當中包括獲得非連續的六週第2位。歌曲亦最高登上Oricon單曲串流排行榜第5位。2022年2月，歌曲獲日本唱片協會認證串流媒體的白金唱片，代表獲得超過1億次串流播放量，成為米希亞第一首達到此成績的歌曲。

## 音樂錄影帶
愛的形狀的音樂錄影帶由曾為米希亞拍攝深情包圍、Everything、星塵…等錄影帶的上村右近導演負責拍攝。錄影帶主要以皮影戲與剪紙製作，除了米希亞以外的所有出場角色均以皮影戲方式製成。錄影帶透過展現親子、情侶、小孩、老夫婦、動物等角色的一天，描繪出他們在不同的場景向各自重視的對象說出「知道嗎？你是我最喜歡的人」以傳達愛意的模樣，透過影像的方式表現出歌曲所傳遞出的各種「愛的形狀」，讓觀眾的心中浮現出各自重視的事物，並與自己的「愛的形狀」交疊而感同身受。錄影帶的最後一幕也使用了由書法家紫舟特意寫下的歌詞作品。歌曲的短版音樂錄影帶在2018年8月21日在米希亞的官方YouTube上公開，截至2022年11月已錄得超過4,900萬次播放量。錄影帶的完整版本收錄在2018年10月以DVD與藍光影碟發行的演唱會影像光碟《20th Anniversary THE SUPER TOUR OF MISIA Girls just wanna have fun》。

## 現場表演
米希亞在2018年8月舉行的出道20週年紀念演唱會「20th Anniversary MISIA 星空現場X Life is going on and on」的安可環節上首次演唱愛的形狀。她其後亦在2019年4月舉行的演唱會「MISIA 平成武道館 LIFE IS GOING ON AND ON」、同年7月20日與21日舉行的演唱會「Misia Candle Night Reiwa」、同年8月參與的「第18屆 東京JAZZ」、以及同年9月舉行的「MISIA SOUL JAZZ SWEET & TENDER」上演唱了歌曲。
在2020年1月至2月舉行的「MISIA BIG BAND ORCHESTRA SWEET & TENDER」、7月至9月舉行的「MISIA SUMMER SOUL JAZZ 2020」及其支援醫療業界的特別加場，以及12月舉行的聖誕演唱會「MISIA So Special Christmas」上，米希亞均演唱了愛的形狀。她也在2021年4月至2022年7月舉行的「MISIA星空現場 ACROSS THE UNIVERSE」、2021年8月參與的「富士搖滾音樂祭 '21」，以及同年10月參與的「ap bank fes'21 online in KURKKU FIELDS 特別版」上演唱歌曲。
米希亞亦多次在電視節目上演唱愛的形狀。2018年12月30日，她出席TBS電視台舉行的《第60屆日本唱片大獎》，首次在民間廣播的節目上演唱再見你一次與愛的形狀。她在一天後出席NHK電視台舉行的《第69回NHK紅白歌合戰》，以名為愛的形狀 2018的組曲表演獻唱愛的形狀與深情包圍兩曲。一年後，她再次登上《第70回NHK紅白歌合戰》並以名為愛的形狀組曲的組曲表演獻唱愛的形狀、INTO THE LIGHT，以及Everything三曲。2020年4月3日，米希亞在湖南衛視播映的《歌手·當打之年》第九期節目上演唱了愛的形狀。她在同年12月31日再次登上《第71回NHK紅白歌合戰》的舞台，並演唱了愛的形狀。2021年12月30日，米希亞在《第63屆日本唱片大獎》上贏得「最優秀歌唱獎」，並演唱了愛的形狀、Everything，以及Higher Love三曲。

## 翻唱與其他版本
2019年，歌手島津亞矢翻唱了愛的形狀，並收錄在她的翻唱專輯《SINGER 6》。愛的形狀的創作樂隊GReeeeN於同年自我翻唱了歌曲，並收錄在他們的專輯《第九》。2021年，樂隊MY FIRST STORY的主唱森內寬樹翻唱了歌曲，並收錄在他以個人名義發行的翻唱專輯《Sing;est》。歌手齊藤將暉翻唱了歌曲，並收錄在參與的群星翻唱專輯《BOYS COVER BEST ～男歌手唱出女歌手歌曲～》。2022年，組合consado的成員武田玲奈翻唱了歌曲，並收錄在她以個人名義發行的翻唱專輯《Love Song Covers》。
2020年，米希亞推出名為「So Special Ver.」的愛的形狀新版本，歌曲收錄在聖誕慈善專輯《So Special Christmas》，並成為富士汽車的「速霸陸Levorg」廣告歌曲。

## 歌曲列表
| CD 線上下載 串流媒體 | CD 線上下載 串流媒體                             | CD 線上下載 串流媒體 | CD 線上下載 串流媒體 |
| 曲序                 | 曲目                                             | 重混                 | 时长                 |
| -------------------- | ------------------------------------------------ | -------------------- | -------------------- |
| 1.                   | 愛的形狀（feat. HIDE（GReeeeN））                |                      | 4:26                 |
| 2.                   | LADY FUNKY                                       |                      | 4:44                 |
| 3.                   | 愛的形狀 -TV size-（feat. HIDE（GReeeeN））      |                      | 2:23                 |
| 4.                   | 愛的形狀 -Instrumental-（feat. HIDE（GReeeeN）） |                      | 4:25                 |
| 5.                   | LADY FUNKY -12"Funky Remix-                      | SAKOSHIN             | 4:36                 |
| 总时长：             | 总时长：                                         | 总时长：             | 20:37                |

| CD（秘密曲目） | CD（秘密曲目）                                     | CD（秘密曲目） | CD（秘密曲目） |
| 曲序           | 曲目                                               | 重混           | 时长           |
| -------------- | -------------------------------------------------- | -------------- | -------------- |
| 6.             | 愛的形狀 -12"Funky Remix-（feat. HIDE（GReeeeN）） | MURO LEO       | 4:19           |
| 总时长：       | 总时长：                                           | 总时长：       | 24:56          |

## 製作名單
製作名單來自愛的形狀的單曲內頁。

| 愛的形狀 - GReeeeN – 作曲、填詞 - 龜田誠治 – 編曲、編程與電貝斯 - 石成正人 – 電結他 - 齋藤有太 – 原聲鋼琴 - 今野均弦樂團 – 弦樂 - HIDE（GReeeeN） – 和聲 - 米希亞 – 和聲 - 川口昌浩 – 錄製、混音（於節奏媒體） - 小赫伯特·帕沃斯 – 母帶處理（於帕沃斯母帶工作室） | LADY FUNKY - 米希亞 – 填詞、和聲 - Kiyoshi – 填詞 - 伊秩弘將 – 作曲 - 黑田卓也 – 編曲、小號 - 西口明宏 – 次中音薩克斯風 - 阿當·積遜 – 鼓樂 - 小川慶太 – 打擊樂器 - 拉沙·卡特 – 電貝斯 - 大林武司 – 琴鍵 - 卡帕·塔納貝 – 結他 - 蓋拉·齊爾卡 – 和聲 - 東尼·梅蒙 – 工程（基本音軌環節）（於G錄音室） - 托德卡德– 工程（原帶配音環節）（於地堡錄音室） - 川口昌浩 – 錄製、混音（於節奏媒體） - 小赫伯特·帕沃斯 – 母帶處理（於帕沃斯母帶工作室） |

## 銷售榜單
| 週榜單（2018年－19年）           | 最高 位置 |
| -------------------------------- | --------- |
| 日本（Oricon公信榜）             | 15        |
| 日本（Oricon單曲合算排行榜）     | 3         |
| 日本（Oricon單曲下載排行榜）     | 1         |
| 日本（Oricon單曲串流排行榜）     | 5         |
| 日本（《告示牌》熱門100金曲榜）  | 4         |
| 日本（《告示牌》歌曲下載排行榜） | 1         |
| 日本（《告示牌》歌曲串流排行榜） | 2         |
| 日本（《告示牌》單曲銷售排行榜） | 15        |

| 年榜單（2018年）                 | 位置 |
| -------------------------------- | ---- |
| 日本（Oricon單曲下載排行榜）     | 6    |
| 日本（《告示牌》熱門100金曲榜）  | 27   |
| 日本（《告示牌》歌曲下載排行榜） | 9    |

| 年榜單（2019年）                 | 位置 |
| -------------------------------- | ---- |
| 日本（Oricon單曲下載排行榜）     | 18   |
| 日本（Oricon單曲串流排行榜）     | 37   |
| 日本（Oricon單曲合算排行榜）     | 64   |
| 日本（《告示牌》熱門100金曲榜）  | 31   |
| 日本（《告示牌》歌曲下載排行榜） | 18   |
| 日本（《告示牌》歌曲串流排行榜） | 26   |

| 年榜單（2020年）                 | 位置 |
| -------------------------------- | ---- |
| 日本（Oricon單曲下載排行榜）     | 45   |
| 日本（《告示牌》熱門100金曲榜）  | 31   |
| 日本（《告示牌》歌曲下載排行榜） | 48   |
| 日本（《告示牌》歌曲串流排行榜） | 96   |

| 年榜單（2021年）                 | 位置 |
| -------------------------------- | ---- |
| 日本（Oricon單曲下載排行榜）     | 34   |
| 日本（《告示牌》歌曲下載排行榜） | 37   |

| 年榜單（2022年）                 | 位置 |
| -------------------------------- | ---- |
| 日本（Oricon單曲下載排行榜）     | 36   |
| 日本（《告示牌》熱門100金曲榜）  | 95   |
| 日本（《告示牌》歌曲下載排行榜） | 33   |

## 認證
| 地區                                                  | 认证    | 认证单位/销量        |
| ----------------------------------------------------- | ------- | -------------------- |
| 日本（日本唱片協會）                                  | 3× 白金 | 750,000（單曲下載）* |
| 串流媒體                                              |         |                      |
| 日本（日本唱片協會）                                  | 白金    | 100,000,000^         |
| *僅含認證的實際銷量 ^僅含認證的出貨量 †僅含認證的銷量 |         |                      |

## 發行歷史
| 地區 | 日期          | 形式                           | 廠牌                                        | 來源   |
| ---- | ------------- | ------------------------------ | ------------------------------------------- | ------ |
| 日本 | 2018年7月31日 | 線上下載（標題曲）             | 日本阿里奧拉 （ 日语 ： Ariola Japan） 日本索尼音樂娛樂 | [ 86 ] |
| 多國 | 2018年8月22日 | 線上下載 串流媒體 （完整單曲） | 日本阿里奧拉 （ 日语 ： Ariola Japan） 日本索尼音樂娛樂 | [ 87 ] |
| 日本 | 2018年8月22日 | CD                             | 日本阿里奧拉 （ 日语 ： Ariola Japan） 日本索尼音樂娛樂 | [ 88 ] |
| 台灣 | 2018年8月24日 | CD                             | 台灣索尼音樂娛樂                            | [ 89 ] |

## 資料來源
1. 1 2  . Oricon. 2018-08-23  [2021-12-13] （日语）.
2. 1 2 3  . . 2018-12-26  [2021-12-13] （日语）.
3. 1 2 3  , . . "Life is going on and on" 特設サイト.   [2020-01-15] （日语）.
4. 1 2  MarSali. . Uta-Ten. 2021-07-10  [2020-01-15] （日语）.
5. ↑  . tunebat.   [2021-12-13] （英语）.
6. ↑  . KeyTube.   [2021-12-13] （日语）.
7. ↑  , . . Oricon. 2018-07-16  [2021-12-13] （日语）.
8. 1 2  , . . Billboard JAPAN. 2018-08-14  [2021-12-13] （日语）.
9. 1 2   (單曲內頁). MISIA. Ariola Japan/ソニー・ミュージックエンタテインメント. 2018-08-22.
10. ↑  . mora.   [2021-12-13] （日语）.
11. ↑  , あきこ. . Real Sound. 2018-07-31  [2020-01-15] （日语）.
12. 1 2  {{cite web|url=https://www.musicvoice.jp/news/101200/%7Cscript-title=ja:MISIA「アイノカタチ」ヒットの鍵を握るドラマへの同一性%7Clanguage=ja%7Cpublisher=Music%5B%5D Voice |first=|last=
13. ↑  , . . . 2018-10-26  [2020-01-15] （日语）.
14. ↑  . Oricon.   [2020-01-15]. （原始内容存档于2018-08-29） （日语）.
15. 1 2  . Oricon: 1.   [2022-11-22] （日语）.
16. ↑  . Billboard JAPAN.   [2019-01-11].
17. 1 2  . Oricon. 2019-01-28  [2018-01-09]. （原始内容存档于2019-01-09） （日语）.
18. 1 2  . Billboard JAPAN. 2019-01-14  [2019-01-15].
19. 1 2  . Oricon. 2019-01-28  [2018-01-09]. （原始内容存档于2019-01-09） （日语）.
20. ↑  . Oricon. 2018-08-29  [2021-12-13] （日语）.
21. ↑  . Oricon.   [2022-11-22] （日语）.
22. ↑  . Oricon: 2.   [2022-11-22] （日语）.
23. ↑  . Oricon.   [2022-11-22] （日语）.
24. ↑  . Oricon.   [2020-01-15]. （原始内容存档于2018-08-11） （日语）.
25. ↑  . Billboard JAPAN. 2018-08-08  [2020-01-15] （日语）.
26. 1 2  . Oricon. 2018-08-15  [2020-01-15] （日语）.
27. ↑  . Billboard JAPAN. 2018-08-15  [2020-01-15] （日语）.
28. 1 2  . Oricon. 2018-09-19  [2020-01-15] （日语）.
29. ↑  . Billboard JAPAN. 2018-08-22  [2020-01-15] （日语）.
30. ↑  . Billboard JAPAN. 2018-09-19  [2020-01-15] （日语）.
31. ↑  . . 2019-02-26  [2022-11-22] （日语）.
32. 1 2  . Recording Industry Association of Japan.   [2022-11-19] （日语）. 在下拉菜单选择“2021年8月”
33. ↑  . .   [2022-06-19]. （原始内容存档于2015-09-29） （日语）.於歌手欄輸入「MISIA」搜尋
34. ↑  . Billboard JAPAN.   [2022-01-15] （日语）.
35. 1 2  . Oricon. 2019-01-28  [2018-01-09]. （原始内容存档于2019-01-09） （日语）.
36. 1 2  . Recording Industry Association of Japan.   [2022-11-19] （日语）. 在下拉菜单选择“2022年2月”
37. ↑  . .   [2022-06-19]. （原始内容存档于2020-09-23） （日语）.於歌手欄輸入「MISIA」搜尋
38. ↑  . Billboard JAPAN. 2022-11-16  [2022-11-22] （日语）.
39. 1 2 3  . ドワンゴ. 2018-08-21  [2022-11-22] （日语）.[]
40. ↑  . MISIA於YouTube. 2018-08-21  [2022-11-27]. （原始内容存档于2022-11-27） （日语）.
41. ↑  . Musicman. 2018-09-18  [2022-11-22] （日语）.
42. ↑  . Billboard JAPAN. 2018-08-27  [2022-11-22] （日语）.
43. ↑  . . 2019-05-05  [2022-11-22] （日语）.
44. ↑  . Popscene. 2019-07-22  [2022-11-22] （日语）.
45. ↑  . Live Fans.   [2022-11-22] （日语）.
46. ↑  . ホミニス. 2019-11-09  [2022-11-22] （日语）.
47. ↑  . . 2020-06-15  [2022-11-22] （日语）.
48. ↑  . Billboard JAPAN. 2020-08-24  [2022-11-22] （日语）.
49. ↑  . Bigmouth. 2020-09-20  [2022-11-22] （日语）.
50. ↑  . Billboard JAPAN. 2020-12-21  [2022-11-22] （日语）.
51. ↑  . Musicman. 2022-07-08  [2022-11-22] （日语）.
52. ↑  . Live Fans.   [2022-11-22] （日语）.
53. ↑  , . . note. 2021-09-09  [2022-11-22] （日语）.
54. ↑  , . . ap bank Fes.   [2022-11-22] （日语）.
55. ↑  . Modelpress. 2018-12-31  [2022-11-22] （日语）.
56. ↑  . Mantanweb. 2019-01-01  [2022-11-22] （日语）.
57. ↑  . Excite. 2020-01-03  [2022-11-22] （日语）.
58. ↑  . 腾讯新闻. 2020-04-03  [2022-11-22] （中文（中国大陆））.
59. ↑  . Oricon. 2020-12-31  [2022-11-22] （日语）.
60. ↑  . Music Guide.   [2022-11-22] （日语）.
61. ↑  . PR Times. 2019-10-02  [2022-11-22] （日语）.
62. ↑  . Spice. 2019-10-02  [2022-11-22] （日语）.
63. ↑  . Excite. 2021-02-05  [2022-11-22] （日语）.
64. ↑  . Tower Records. 2021-06-26  [2022-11-22] （日语）.
65. ↑  . Tower Records. 2022-05-01  [2022-11-22] （日语）.
66. ↑  . Musicman. 2020-10-16  [2022-11-22] （日语）.
67. ↑  . Billboard JAPAN.   [2019-01-11]. （原始内容存档于2019-01-10） （日语）.
68. ↑  . Billboard JAPAN.   [2018-09-19] （日语）.
69. ↑  . Billboard JAPAN.   [2018-09-14] （日语）.
70. ↑  . Billboard JAPAN.   [2019-01-11].
71. ↑  . Oricon: 2. 2018-12-21  [2018-12-29]. （原始内容存档于2018-12-22） （日语）.
72. ↑  . Billboard JAPAN. 2018-11-24  [2018-05-18]. （原始内容存档于2022-04-27） （日语）.
73. ↑  . Billboard JAPAN. 2018-11-24  [2020-06-24]. （原始内容存档于2021-10-21） （日语）.
74. ↑  . Oricon: 8. 2019-12-23  [2020-01-15]. （原始内容存档于2019-12-22） （日语）.
75. ↑  . Oricon: 12. 2019-12-23  [2020-01-15]. （原始内容存档于2019-12-22） （日语）.
76. 1 2 3 4  . Oricon.   [2022-11-27]. （原始内容存档于2004-04-09）.
77. ↑  . Billboard JAPAN. 2019-12-06  [2020-01-15]. （原始内容存档于2020-06-09） （日语）.
78. ↑  . Billboard JAPAN. 2019-12-06  [2020-01-15]. （原始内容存档于2021-12-25） （日语）.
79. ↑  . Billboard JAPAN. 2019-12-06  [2020-01-15]. （原始内容存档于2020-03-22） （日语）.
80. ↑  . Billboard JAPAN. 2020-12-04  [2021-04-04]. （原始内容存档于2021-01-20） （日语）.
81. ↑  . Billboard JAPAN. 2020-12-04  [2021-04-04]. （原始内容存档于2021-01-25） （日语）.
82. ↑  . Billboard JAPAN. 2020-12-04  [2021-04-04]. （原始内容存档于2021-01-25） （日语）.
83. ↑  . Billboard JAPAN. 2021-12-08  [2022-08-10]. （原始内容存档于2021-12-10） （日语）.
84. ↑  . Billboard JAPAN. 2022-12-10  [2023-01-05]. （原始内容存档于2023-02-06） （日语）.
85. ↑  . Billboard JAPAN. 2022-12-10  [2023-01-05]. （原始内容存档于2022-12-27） （日语）.
86. ↑  . Real Sound. 2018-07-31  [2022-11-22] （日语）.
87. ↑  愛的形狀的多國發行日期:
  - . Apple Music (Australia). 澳洲. 2018-08-22  [2022-02-28].
  - . Apple Music (United States). 美國. 2018-08-22  [2022-02-28].
  - . Apple Music (Canada). 加拿大. 2018-08-22  [2022-02-28].
  - . Apple Music (Hong Kong). 香港. 2018-08-22  [2022-02-28].
88. ↑  . Sony Music Shop.   [2022-11-22] （日语）.
89. ↑  . 佳佳唱片.   [2022-11-22] （中文（臺灣））.

## 外部連結
- 米希亞 愛的形狀feat. HIDE (GReeeeN) 特設網站 （页面存档备份，存于）（日語）